# Teremkiwci
Teremkiwci (ukr. Теремківці, pol. hist. Teremkowce) – wieś na Ukrainie, w obwodzie chmielnickim, w rejonie czemerowskim.

## Historia
W 1493 wieś jest znana jako Poteremce.
W 1842 we wsi zbudowano kamienną cerkiew pw. Świętej Trójcy.